# 琉球神道

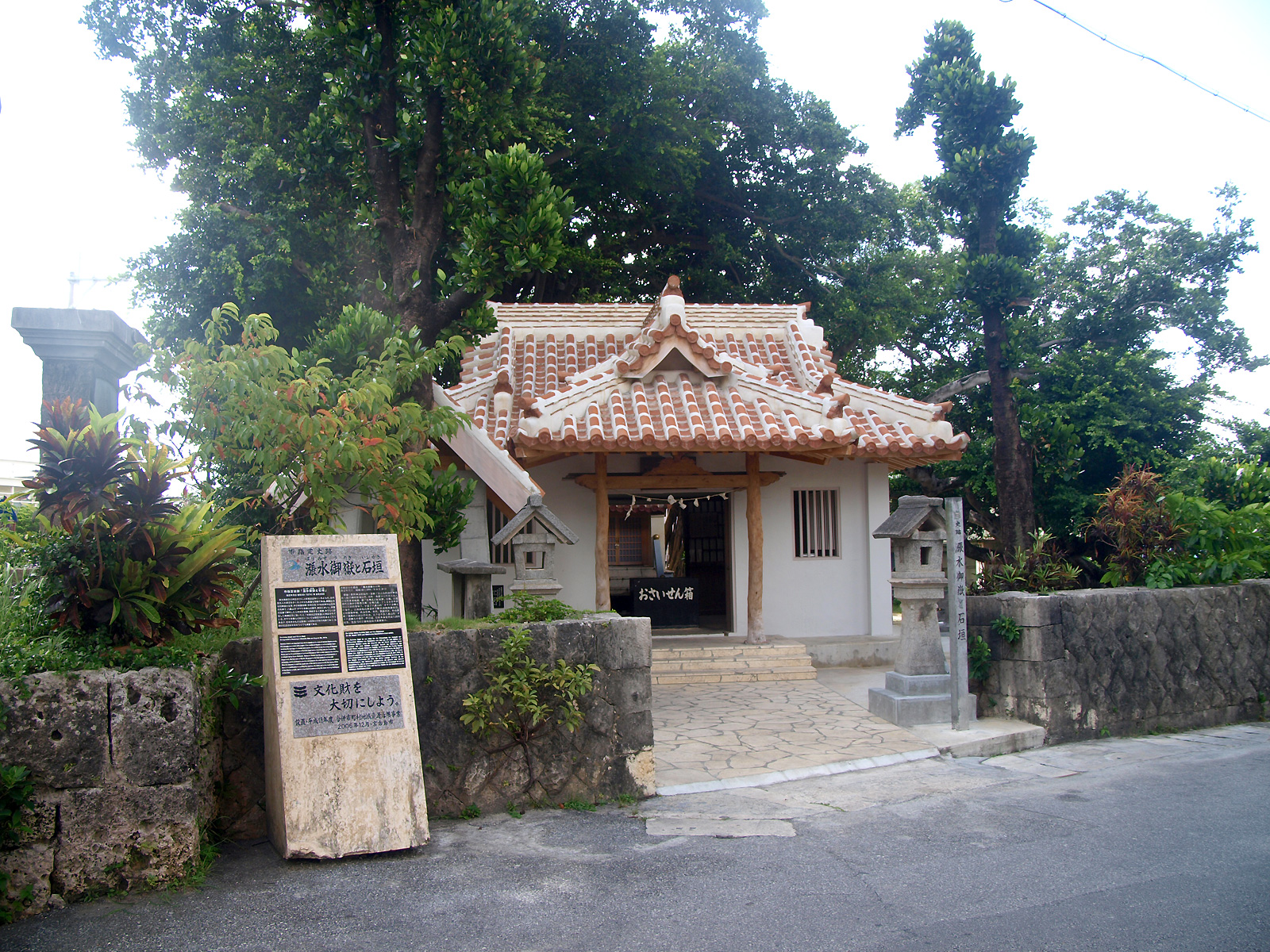
位於宮古島的漲水御嶽（arimizu Utaki）

琉球神道是琉球（琉球群島）的傳統宗教信仰，因其崇拜龍宮（ニライカナイ）和御嶽，所以又稱為「龍宮信仰」、「御嶽信仰」。
琉球神道的核心是祖靈信仰，並與來訪神信仰、東方（太陽）信仰、妹神信仰混合而成琉球神道信仰。

## 琉球神道中的他界
琉球神道中的他界共有兩個：一個是「龍宮」（ニライカナイ），一個是「天界」（オボツカグラ）。
龍宮在大海的彼岸，是大地豐饒與生命的根源。其最高神為「東方大主」。相傳人死後，其靈魂將渡至龍宮，成為其肉親的守護神。守護神定期回到其生前的居住地，祈禱人間的豐饒與平安。
天界位於天空，在大地之上。其最高神為「日之大神」（天帝）。天界的概念來源於國頭地方的信仰，是王權神授的象徵。琉球王國滅亡之後，對天界的信仰逐漸趨於沒落。

## 琉球之神
琉球神道中的神共分為兩種：一種是「來訪神」，一種是「守護神」。
來訪神是龍宮與天界固有的神，如阿摩美久和志仁禮久、東方大主、日之大神、君手摩神、妹神等。
- 阿摩美久（アマミキヨ，一作阿摩彌姑（アマミク））和志仁禮久（シネリキヨ）：琉球創世之神，倂稱為二柱之神。阿摩美久是女神，志仁禮久是男神。來自天界，奉日之大神之命創立了琉球群島。
- 君手摩神：來自龍宮。每當國王即位之際，君手摩神都會降臨人間，為國王祈福。
- 日之大神：即太陽神、天帝，是天界的最高神，也是琉球神道中的最高神。

此外，根據《中山世譜·卷一》記載，琉球還有君眞物、烏富津加久羅神、儀來河內神、新懸神、奧之公事（荒神）、浦巡神、月公事、與那原公事、河內君眞物（七之公事）、五穀神等神祇，都是來訪神。
守護神即琉球人的死者之魂。根據《中山世鑑》記載，琉球人認為人死後「七世生神」，因此死者的第七世孫會將其遺骨移葬於「神墓」之中，將其靈魂追認為守護神。祝女將神墓當作一個御嶽，在其附近對死者進行定期祭祀。

## 琉球人的東方太陽信仰

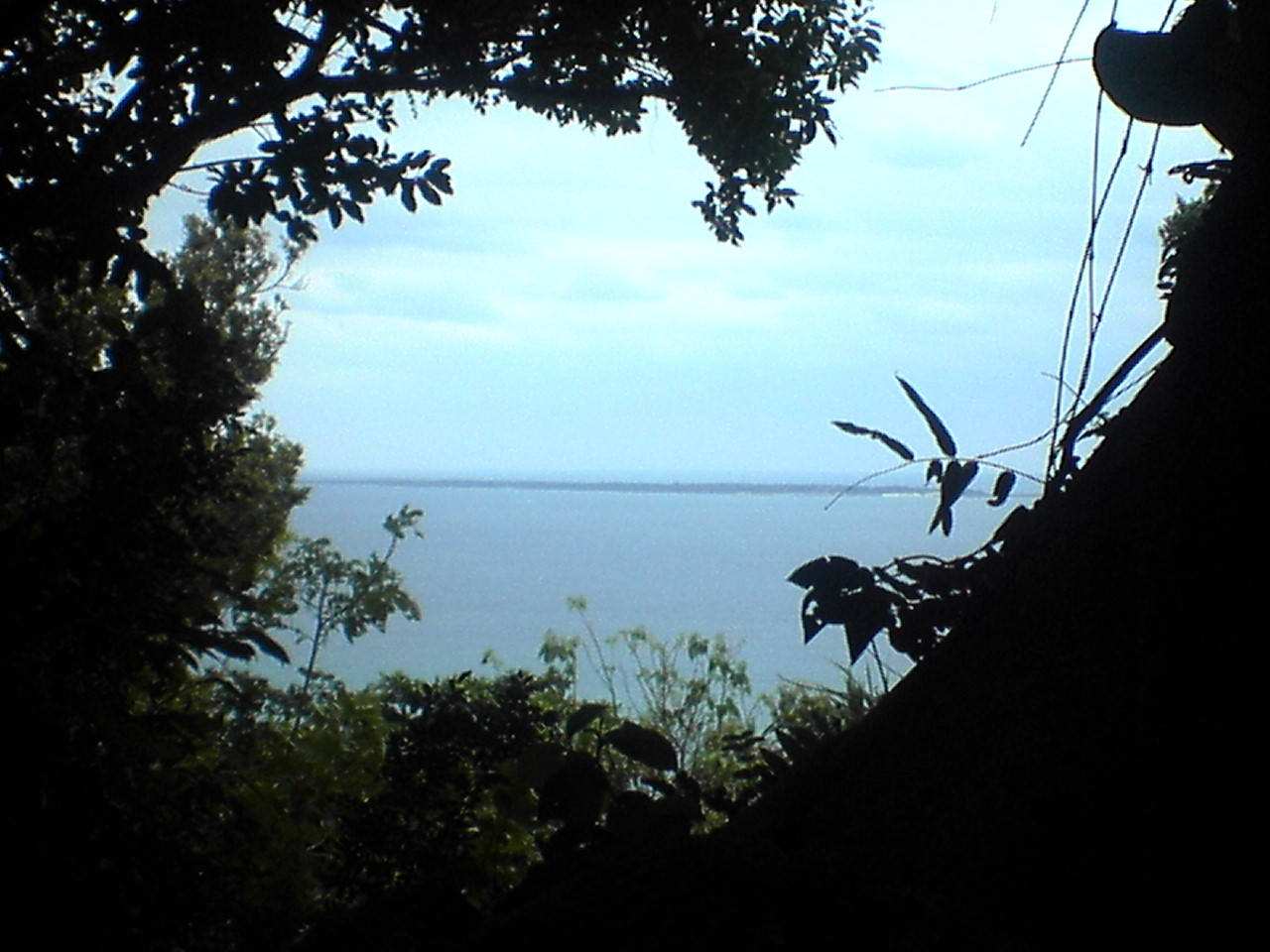
自齋場御嶽的三庫理遠眺久高島

琉球人把東方看作是太陽昇起的聖域。琉球人十分崇拜太陽，並在每年都舉行一種叫「廻東御」的宗教活動，對太陽神進行朝拜。久高島的「クボー御嶽」被當作「太陽昇起之穴」，因此，每當王國最高祝女聞得大君就任之際，都要在齋場御嶽遙拜久高島，以示對太陽神的崇敬。
琉球國王也被當作太陽神的化身來崇拜。設在首里城正殿的國王寶座，不是坐北朝南，而是坐東面西。群臣早朝的時候向東跪拜，如同朝拜東昇的太陽一樣。這就是東方信仰的緣故。

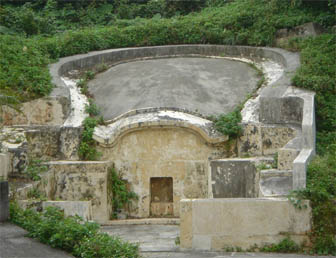
琉球人的龜甲墓

相對於東方聖域，西方則被當作死亡的領域。琉球盛行一種名叫風葬的葬制。人死之後，其親人將遺體置於洞窟之中或山崖頂部的房子裏任其風化，待三年之後由親族的女性洗淨其遺骨，並納於棺中埋葬。風葬所用的房子或洞窟，其入口必須在西面。

## 妹神信仰和琉球朝廷對琉球神道的體系化
妹神（おなり神）是琉球男性的保護女神，其信仰源于祝女和民間靈媒師。
在琉球人心中，巫師只能由女性擔任。較高級的女巫即祝女（ノロ），管理地域的祭祀和御嶽；較低級的女巫為民間靈媒師（ユタ），管理占卜、用巫術治病等。在早期，地方的祝女由控制該地域的按司之女性近親（如姐、妹、妻等）出任，久而久之，便產生了妹神信仰。
各方勢力利用祝女來鞏固自己的統治或破壞敵對勢力的統治，對朝廷產生了巨大的威脅。尚真王之母甚至利用祝女等宗教勢力推翻了尚宣威王的統治。因此尚真王即位之後，推行「祭政一致」的政策，規定祝女由朝廷直接任命。「大阿母」一職由按司的親屬出任；聞得大君一職由國王的親屬出任。國王則被神化，當作太陽神的化身進行崇拜。祝女逐漸走向階級化。

## 沖繩本島以外地區的來訪神信仰
先島群島的信仰與沖繩本島不同，其中八重山地區信仰イリキヤアマリ神。1500年，尚真王消滅先島按司遠彌計赤蜂之後，對該信仰進行禁止。但該地區的人仍進行秘密祭祀。
主要的秘祭有：
- 祖神祭：宮古大神島大神御嶽
- パーントゥ・プナハ：島尻地區
- 赤面黒面：八重山地區
- マユンガナシ：石垣島群星御嶽
- ：奄美群島龍鄉町

## 琉球人的其他宗教信仰
除琉球神道外，琉球人也信仰佛教，建有護國寺、遍照寺、臨海寺等佛教寺院，也過中元節。
作為漢字文化圈的成員之一，琉球深受儒家思想的影響，建有文廟，並出現向象賢、程順則、蔡溫等琉球儒家代表人物。
蔡夫人（蔡紅亨）信仰，其父為琉球國耳目大夫蔡金城，係閩人三十六姓蔡姓後裔。蔡紅亨精通刺繡，曾巧織龍袍入貢明朝，受萬曆帝賞識，在她死後追封「精巧妙明懿德夫人」。傳說她被陳靖姑收為徒弟，死後成仙，在海上救人無數，又傳蔡夫人的靈魂經常回琉球國探視父母，並在琉球國降妖滅怪，被琉球人視為神明並建廟供奉。
受閩東、閩南和臺灣的影響，琉球人祭祀媽祖，建有媽祖廟。
此外，琉球人也崇拜日本神道的天照大神、熊野權現等神，建琉球八社對其進行祭拜。

## 外部連結
- http://www.aozora.gr.jp/cards/000933/files/18391_22335.html （页面存档备份，存于），折口信夫著，青空文庫
- http://www.aozora.gr.jp/cards/000933/files/46323_26565.html （页面存档备份，存于），折口信夫著，青空文庫